# Theodóreio
Theodóreio (Theodoreio) är en ort i Grekland.   Den ligger i prefekturen Nomós Serrón och regionen Mellersta Makedonien, i den norra delen av landet, 400 km norr om huvudstaden Aten. Theodóreio ligger 119 meter över havet och antalet invånare är 104.
Terrängen runt Theodóreio är kuperad åt sydväst, men åt nordost är den bergig. Theodóreio ligger nere i en dal. Runt Theodóreio är det glesbefolkat, med 10 invånare per kvadratkilometer. Närmaste större samhälle är Rodópoli, 5,0 km nordost om Theodóreio. Omgivningarna runt Theodóreio är en mosaik av jordbruksmark och naturlig växtlighet.